# Antonio Petković
Antonio Petković (Šibenik, 11 de janeiro de 1986) é um jogador de polo aquático croata, medalhista olímpico.

## Carreira

### Rio 2016
Petković integrou a equipe croata medalha de prata nos Jogos do Rio de Janeiro.